# Amplatz-BMC/Saison 2014
Dieser Artikel listet Erfolge und Fahrer des Radsportteams Amplatz-BMC in der Saison 2014 auf.

## Mannschaft
| Name                        | Geburtstag        | Nationalität | Team 2013              |
| --------------------------- | ----------------- | ------------ | ---------------------- |
| Andi Bajc                   | 14. November 1988 | Slowenien    | RSC Amplatz            |
| Dejan Bajt                  | 28. Oktober 1987  | Slowenien    | Perutnina Ptuj (2011)  |
| Marek Čanecký               | 17. Juni 1988     | Slowakei     | CK Banská Bystrica     |
| Michael Gaubitzer           | 2. Oktober 1983   | Österreich   | Neoprofi               |
| Robert Jenko (bis 25. März) | 15. April 1990    | Slowenien    | RSC Amplatz            |
| Péter Kusztor (ab 1. Mai)   | 27. Dezember 1984 | Ungarn       | Utensilnord            |
| Stefan Poll                 | 28. Juli 1986     | Österreich   | Team Vorarlberg (2011) |
| Stephan Rabitsch            | 28. Juni 1991     | Österreich   | Gourmetfein Simplon    |
| Paul Redtenbacher           | 15. Juni 1995     | Österreich   | Neoprofi               |
| Lukas Stoiber               | 17. November 1989 | Österreich   | RSC Amplatz            |
| Lukas Strutzenberger        | 4. Februar 1994   | Österreich   | Neoprofi               |
| Jan Tratnik                 | 23. Februar 1990  | Slowenien    | Tirol Cycling Team     |
| Andreas Umhaller            | 20. Februar 1992  | Österreich   | Neoprofi               |